# Tetralycosa floundersi
Tetralycosa floundersi Framenau & Hudson, 2017 è un ragno appartenente alla famiglia Lycosidae.

## Etimologia
Il nome proprio è in onore del defunto professore Ben Flounders, importante storico della natura di Whyalla (Australia meridionale), per aver iniziato agli studi sull'ecologia dei laghi salati il descrittore Peter Hudson.

## Caratteristiche
L'olotipo maschile ha una lunghezza totale di 9,31mm: il cefalotorace è lungo 5,36mm, e largo 3,95mm.
Il paratipo femminile ha una lunghezza totale di 9,68mm: il cefalotorace è lungo 4,89mm, e largo 3,48mm.

## Distribuzione
La specie è stata reperita nell'Australia occidentale. Di seguito alcuni rinvenimenti:
1. l'olotipo maschile rinvenuto sulla riva del Lago Moore, lago salato dell'Australia occidentale, nel marzo 2002.
2. il paratipo femminile rinvenuto sulla riva del Lago Moore, lago salato dell'Australia occidentale, nel marzo 2002.

## Tassonomia
Appartiene all' alteripa-group insieme a T. alteripa, T. baudinettei e T. rebecca.
Al 2021 non sono note sottospecie e dal 2017 non sono stati esaminati nuovi esemplari.